# Louis d'Amboise
Louis d'Amboise (França, 1479 – Loreto, 3 de maio de 1511) foi um cardeal francês da Igreja Católica, que foi bispo de Albi.

## Biografia
Era filho de Charles d'Amboise, governador de Milão e de Catherine de Chauvigny, sendo então sobrinho do cardeal Georges D'Amboise (1498), primo dos cardeais François Guillaume de Castelnau-Clermont-Lodève (1503) e Georges II D'Amboise (1545), além de parente do cardeal Georges d'Armagnac (1544).
Graças aos favores que gozavam perante o rei Luís XII de França, o seu irmão Charles e seu tio Georges, a sua sucessão ao tio de mesmo nome já foi decidida em 22 de maio de 1497 como bispo de Albi. Recebeu a ordenação presbiteral em 1499 e uma prebenda em Chartres. Em 9 de agosto de 1501 foi nomeado bispo de Autun pelo Papa Alexandre VI, mantendo suas funções como arquidiácono em Chartres e questor da Sainte Chapelle de Bourges.
Em compensação pela ajuda militar da França aos Estados Pontifícios na recuperação da Bolonha, que até então estava sob o governo de Giovanni II Bentivoglio, o Papa Júlio II criou três cardeais franceses no Consistório em dizembro de 1506: D'Amboise, Jean-François de La Trémoille e René de Prie. Ele recebeu o título de cardeal-presbítero de Santos Marcelino e Pedro em 11 de janeiro de 1510. Renunciou ao governo da Sé de Albi, em 30 de setembro de 1510.
Ele morreu em 3 de março de 1511, em Loreto, durante uma peregrinação à Santa Casa, juntamente com o cardeal Castelnau de Clermont-Ludéve. Acabou sepultado na Basílica de Nossa Senhora de Loreto e seu coração foi depositado na catedral de Albi, perto do túmulo de seu tio, Luís I d'Amboise, seu antecessor naquela sé. Trinta e seis anos depois, o cardeal Georges d'Armagnac mandou construir para ele um magnífico sepulcro.